# سيفيج مون
سيفيج مون (بالإنجليزية: Savage Moon)‏ ، هي لعبة فيديو إلكترونية من نوع اللعبة الإستراتيجية والدفاع عن البرج ، نشرها شركة سوني كمبيوتر إنترتنمنت سنة 2008م عن طريق شراء اللعبة في المتجر الإلكتروني فقط.